# Магльона Володимир Петрович
Володи́мир Петро́вич Магльо́на (29 липня 1990, с. Бодаки, Українська РСР — 12 листопада 2015, смт Зайцеве, Україна) — український військовик, учасник війни на сході України, оператор ЗУ (57-ма окрема мотопіхотна бригада).

## Життєпис
Володимир Петрович Магльона народився 29 липня 1990 року в селі Бодаках нині  Тернопільського району Тернопільської області, тоді Українська РСР. До 5 класу навчався у Заміхівській ЗОШ.
Призваний у Збройні сили України під час п'ятої хвилі мобілізації.
У ніч на 13 листопада, під час обстрілу російськими бойовиками опорного пункту поблизу смт Зайцеве Бахмутського району, на північ від міста Горлівка (Донецька область), двоє українських військовослужбовців дістали поранень. Інтенсивний бій з використанням стрілецької зброї і гранатометів тривав близько години. Помер від поранень дорогою до шпиталю.
Похований у с. Бодаках Збаразького району Тернопільської області.
По смерті залишилися батьки та 5 сестер.

## Нагороди та вшанування
- Указом Президента України № 23/2017 від 3 лютого 2017 року «за особисту мужність, виявлену у захисті державного суверенітету та територіальної цілісності України, самовіддане виконання військового обов'язку» нагороджений орденом «За мужність» III ступеня (посмертно)[2].
- почесний громадянин Тернопільської області (26 серпня 2022, посмертно)[3];
- У Заміхівській школі відкрито меморіальну дошку на честь Володимира Магльони.